# Вилијам II од Вероне
Гуљелмо II од Вероне (умро 1273/1275) је био лангобардски племић из тријаршије Негропонте (Еубеја), кога су ранији историчари сматрали тријархом и маршалом кнежевине Ахеје у франачкој Грчкој.
Био је други син Гуљелма I од Вероне, владара јужне треће („тријаршије“) Еубеје.
Према ранијим историчарима који су пратили К. Хопфа, он је наследио ову позицију после очеве смрти 1263/6. Такође се сматрало да је постао барон од Пасаванта и маршал у кнежевини Ахаја из хипотетичког брака са Маргарет де Неуили, јер је погрешно назван „маршал“ у Санудовој ".Istoria di Romania" Ова гледишта је оспорио Раимонд-Јозеф Лоенерц 1960-их.
Оженио се Катарином, нећаком Вилијама II од Вилардуена, са којом није имао деце.
Гуљелмо II је погинуо у бици код Деметрије, која се одиграла или 1273. или 1275. године у области данашњег Волоса.